# Xã East Eldorado, Quận Saline, Illinois
Xã East Eldorado (tiếng Anh: East Eldorado Township) là một xã thuộc quận Saline, tiểu bang Illinois, Hoa Kỳ. Năm 2010, dân số của xã này là 5.906 người.